# Đội tuyển bóng chuyền nam quốc gia Trung Quốc
Đội tuyển bóng chuyền nam quốc gia Trung Quốc là đội bóng đại diện cho Trung Quốc tại các cuộc thi tranh giải và trận đấu giao hữu bóng chuyền nam ở phạm vi quốc tế.

## Đội hình

### Đội hình hiện tại
Dưới đây là danh sách các thành viên đội tuyển nam quốc gia Trung Quốc tham dự giải World League 2017.
Huấn luyện viên chính:  Raúl Lozano
| Stt. | Tên              | Ngày sinh            | Chiều cao           | Cân nặng       | Nhảy đập        | Nhảy chắn       | Câu lạc bộ năm 2016–17 |
| ---- | ---------------- | -------------------- | ------------------- | -------------- | --------------- | --------------- | ---------------------- |
| 1    | Li Rui           | 15 tháng 3 năm 1990  | 2,07 m (6 ft 9 in)  | 86 kg (190 lb) | 350 cm (140 in) | 330 cm (130 in) | Henan                  |
| 2    | Jiang Chuan      | 9 tháng 8 năm 1994   | 2,05 m (6 ft 9 in)  | 91 kg (201 lb) | 353 cm (139 in) | 335 cm (132 in) | Beijing                |
| 3    | Mao Tianyi       | 2 tháng 6 năm 1993   | 2,00 m (6 ft 7 in)  | 90 kg (200 lb) | 350 cm (140 in) | 333 cm (131 in) | Bayi                   |
| 4    | Zhang Chen       | 28 tháng 6 năm 1985  | 2,00 m (6 ft 7 in)  | 89 kg (196 lb) | 356 cm (140 in) | 340 cm (130 in) | Jiangsu                |
| 5    | Zhang Binglong   | 11 tháng 9 năm 1994  | 1,97 m (6 ft 6 in)  | 99 kg (218 lb) | 350 cm (140 in) | 340 cm (130 in) | Beijing                |
| 6    | Li Runming       | 1 tháng 3 năm 1990   | 1,98 m (6 ft 6 in)  | 90 kg (200 lb) | 350 cm (140 in) | 326 cm (128 in) | Shandong               |
| 7    | Zhong Weijun (C) | 20 tháng 4 năm 1989  | 2,00 m (6 ft 7 in)  | 95 kg (209 lb) | 347 cm (137 in) | 335 cm (132 in) | Bayi                   |
| 8    | Han Tianyi       | 26 tháng 10 năm 1995 | 1,98 m (6 ft 6 in)  | 85 kg (187 lb) | 350 cm (140 in) | 320 cm (130 in) | Shanghai Golden Age    |
| 9    | Zhan Guojun      | 16 tháng 12 năm 1988 | 1,97 m (6 ft 6 in)  | 85 kg (187 lb) | 235 cm (93 in)  | 230 cm (91 in)  | Shanghai Golden Age    |
| 10   | Ji Daoshuai      | 7 tháng 2 năm 1992   | 1,94 m (6 ft 4 in)  | 82 kg (181 lb) | 355 cm (140 in) | 335 cm (132 in) | Shandong               |
| 13   | Chen Longhai     | 29 tháng 3 năm 1991  | 2,01 m (6 ft 7 in)  | 85 kg (187 lb) | 351 cm (138 in) | 340 cm (130 in) | Shanghai Golden Age    |
| 14   | Ke Junhuang      | 28 tháng 6 năm 1994  | 1,84 m (6 ft 0 in)  | 70 kg (150 lb) | 330 cm (130 in) | 320 cm (130 in) | Fujian                 |
| 15   | Tang Chuanhang   | 4 tháng 10 năm 1995  | 2,02 m (6 ft 8 in)  | 92 kg (203 lb) | 345 cm (136 in) | 340 cm (130 in) | Bayi                   |
| 16   | Tong Jiahua      | 13 tháng 12 năm 1992 | 1,80 m (5 ft 11 in) | 76 kg (168 lb) | 317 cm (125 in) | 305 cm (120 in) | Shanghai Golden Age    |
| 17   | Liu Libin        | 16 tháng 2 năm 1995  | 1,97 m (6 ft 6 in)  | 90 kg (200 lb) | 350 cm (140 in) | 342 cm (135 in) | Beijing                |
| 18   | Kou Zhichao      | 26 tháng 6 năm 1989  | 2,02 m (6 ft 8 in)  | 92 kg (203 lb) | 355 cm (140 in) | 345 cm (136 in) | Shandong               |
| 20   | Rao Shuhan       | 23 tháng 12 năm 1996 | 2,05 m (6 ft 9 in)  | 85 kg (187 lb) | 354 cm (139 in) | 344 cm (135 in) | Fujian                 |
| 21   | Miao Ruantong    | 21 tháng 5 năm 1995  | 2,05 m (6 ft 9 in)  | 88 kg (194 lb) | 354 cm (139 in) | 345 cm (136 in) | Hubei                  |

### Danh sách các huấn luyện viên chính
Lưu ý: Danh sách sau có thể chưa hoàn chỉnh.
- Wang Jiawei (1997-2000)
- Di Anhe (2001-2005)
- Zhou Jian'an (2006-2012)
- Xie Guochen (2012-2016)
- Raul Lozano (2017-)